# Miloš Zekić
Miloš Zekić, bosansko-hercegovski general, * 2. februar 1915, † 24. december 1984.

## Življenjepis
Leta 1940 je postal član KPJ in naslednje leto se je pridružil NOVJ. Med vojno je bil poveljnik več enot, nazadnje 38. divizije.
Po vojni je bil poveljnik divizije, vojaški ataše v Romuniji, namestnik načelnika Personalne uprave JLA, poveljnik mesta Beograd,...